# 酒井忠利 (海軍軍人)
酒井 忠利（さかい ただとし、安政4年5月12日（1857年6月3日） - 昭和18年（1943年）2月8日）は、日本の海軍軍人。出羽庄内藩主・酒井左衛門尉家の一門で、米津政明の次男、酒井忠発の養子（三男）。伯爵・酒井忠良の養大叔父、子爵・米津政賢の叔父にあたる。備中松山藩主で、子爵・板倉勝定（勝貞）、陸軍大将・西尾寿造は女婿。従四位勳三等功四級。最終階級は海軍少将。

## 人物

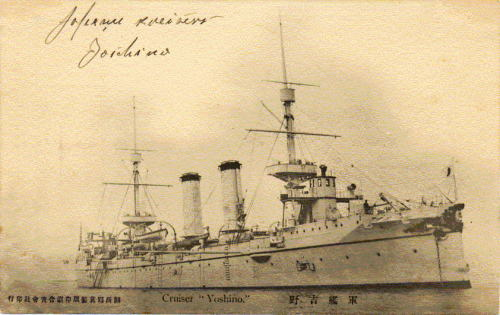
艦長を務めた「吉野」

1872年（明治5年）、海兵士官学校に入校。同校は海軍兵学校とは別個の存在で、明治初年のみに存在した海兵隊育成を企図した学校である。しかし在校中に廃校となり、すでに4年在校していた酒井は、3か月の速成教育を受けて卒業した。同じ履歴を有する者に武富邦鼎、中野信陽がいる。少尉補となった酒井は砲術や運用術を学ぶため海兵に通学し、「金剛」乗組みを経て少尉に任じられた。日清戦争においては「橋立」副長として、艦長・日高壮之丞を補佐して黄海海戦を戦った。以後7艦で艦長を務める。1901年（明治34年）ロシア公使館附武官に補され、3年あまり在任した。武官補佐官は広瀬武夫である。日露戦争中は軍令部出仕、佐世保海兵団長、元山防備隊司令官を務める。1905年（明治38年）9月に少将へ昇進し、翌年予備役編入となった。

## 年譜
- 1872年（明治5年）5月 - 海兵士官学校入寮
- 1877年（明治10年）2月 - 海軍少尉補・海軍兵学校通学
- 1878年（明治11年）6月 – ｢金剛｣乗組
- 1879年（明治12年）9月 - 海軍少尉
- 1883年（明治16年）11月 - 海軍中尉
- 1886年（明治19年）6月 - 海軍大尉
- 1888年（明治21年）11月 - 海軍兵学校運用術教官兼「天竜｣ 副長
- 1891年（明治24年）1月 - 海軍少佐、「迅鯨」副長
- 1893年（明治26年）1月25 - 免　千代田副長、待命[7]
- 1893年（明治26年）2月14 - 補　大和副長[8]
- 1894年（明治27年）4月 - 「橋立」副長
- 1895年（明治28年）2月 - 横須賀水雷隊攻撃部司令
  - 8月 - 常備艦隊附属第四水雷艇隊司令
  - 10月 - 「鳳翔｣艦長
- 1896年（明治29年）4月 - 「満珠」艦長
  - 8月 - 「摩耶」艦長
- 1897年（明治30年）4月 - 海軍大佐、「大和｣ 艦長
- 1898年（明治31年）3月 - 「八重山」艦長
  - 9月 - 「高雄」艦長
- 1900年（明治33年）2月 - 「吉野｣艦長
- 1901年（明治34年）1月 - ロシア公使館附武官
- 1904年（明治37年）2月 - 軍令部出仕
  - 4月 - 佐世保海兵団長
- 1905年(明治38年）1月 - 兼佐世保鎮守府附
  - 2月 - 元山防備隊司令官
  - 9月 - 海軍少将
  - 11月 - 待命
- 1906年（明治39年）11月 - 休職
  - 11月30日 - 予備役[9]
- 1914年（大正3年）3月1日 - 後備役[10]
- 1918年（大正7年）5月12日 - 退役[11]

## 系譜
- 父：米津政明（1830年 - 1899年）
- 母：不詳
- 養父：酒井忠発
- 妻：辰（1868年4月 - 不明） - 栗田正直養女
  - 長男：酒井忠二郎（1889年5月 - 不明）
  - 長女：恵子（1891年3月 - 1960年）- 東京女子高等師範学校附属高校卒業、板倉勝貞妻。
  - 次男：酒井忠三郎（のち忠礼）（1892年10月 - 不明） - 慶応義塾大学理財科卒業、第一銀行員。
  - 三男：酒井小三郎（1893年 - 不明）
  - 四男：酒井清（1895年3月 - 不明）- 東京大学法学科卒業。
  - 次女：敏子（1898年 - 不明）- 学習院女学院専修科卒業、西尾寿造の妻。
  - 三女：利子（1898年3月 - 不明）- 内閣官僚大達茂雄の妻。
  - 四女：歌子（1899年8月 - 不明）
  - 五女：徳子（1901年 - 不明）
  - 五女：千代子（1906年 - 不明）

## 栄典・授章・授賞
位階
- 1883年（明治16年）12月25日 - 従七位[12]
- 1886年（明治19年）11月27日 - 正七位[13]
- 1891年（明治24年）12月16日 - 従六位[14]
- 1897年（明治30年）3月1日 - 正六位[15]
- 1898年（明治31年）3月8日 - 従五位[16]
- 1903年（明治36年）4月20日 - 正五位[17]
- 1906年（明治39年）12月27日 - 従四位[18]

勲章等
- 1889年（明治22年）11月22日 - 勲六等瑞宝章[19]
- 1894年（明治27年）11月24日 - 勲五等瑞宝章[20]
- 1895年（明治28年）
  - 9月27日 - 功四級金鵄勲章・双光旭日章[21]
  - 11月18日 - 明治二十七八年従軍記章[22]
- 1899年（明治32年）5月9日 - 勲四等瑞宝章[23]
- 1901年（明治34年）11月20日 - 勲三等瑞宝章[24]
- 1902年（明治35年）5月10日 - 明治三十三年従軍記章[25]
- 1915年（大正4年）11月10日 - 大礼記念章（大正）[26]
- 1940年（昭和15年）8月15日 - 紀元二千六百年祝典記念章[27]

## 大名家出身の海軍将官
- 田村丕顕：一関藩主田村家当主、海軍少将（海兵27期）
- 松平保男：会津藩主会津松平家当主、海軍少将（海兵28期）
- 山内豊中：土佐藩主山内家一門、海軍少将（海兵32期）
- 島津忠重：薩摩藩主島津家当主、海軍少将（海兵35期）
- 亀井凱夫：津和野藩主亀井家一門、海軍少将（海兵46期）
- 徳川武定：松戸徳川家当主：海軍技術中将